# Meitetsu Minomachi-Linie
| Triebwagen der Baureihe Mo 600 auf der Tsubo-Brücke |                           |                             |                             |
| Streckenlänge: | 24,8 km                   |                             |                             |
| Spurweite: | 1067 mm (Kapspur)         |                             |                             |
| Stromsystem: | 600 V =                   |                             |                             |
| Streckengeschwindigkeit: | 40 km/h                   |                             |                             |
| Zweigleisigkeit: | Tetsumeichō–Bairin        |                             |                             |
| |                           |                             |                             |
| Gesellschaft: | Meitetsu (Nagoya Tetsudō) |                             |                             |
| \| \| 0,0 \| links: Tetsumeichō (徹明町) \| links: Tetsumeichō (徹明町) \| \| \| \| rechts: Yanagase (柳ヶ瀬) \| \| \| \| \| ↔ Meitetsu Gifu-Stadtlinie \| \| \| \| 0,2* \| Misonochō (美園町) \| Misonochō (美園町) \| \| \| 0,4* \| Tonomachi (殿町) \| –1942 \| \| \| 0,5 \| Kanazonochō-yonchōme \| Kanazonochō-yonchōme \| \| \| \| (金園町四丁目) \| 1950–2005 \| \| \| 0,8* \| Bairin \| 1911–1950 \| \| \| 0,9 \| Bairin (梅林) \| 1950–2005 \| \| \| 1,4 \| Kanazonochō-kyūchōme \| Kanazonochō-kyūchōme \| \| \| \| (金園町九丁目) \| 1911–2005 \| \| \| 1,9 \| Keirinjō-mae 競輪場前 \| Keirinjō-mae 競輪場前 \| \| \| \| Meitetsu Tagami-Linie \| 1970–2005 \| \| \| 2,2 \| Iwato-mae (岩戸前) \| 1911–1938 \| \| \| 3,0 \| Kita-Ishiki (北一色) \| 1911–2005 \| \| \| 4,0 \| Noishiki (野一色) \| 1911–2005 \| \| \| 4,8 \| Kotozuka (琴塚) \| 1911–2005 \| \| \| 5,8 \| Hinobashi (日野橋) \| 1911–2005 \| \| \| 6,9 \| Iwatazaka (岩田坂) \| 1911–2005 \| \| \| 8,1 \| Iwata (岩田) \| 1911–2005 \| \| \| 9,3 \| Shimo-Akutami (下芥見) \| 1911–2005 \| \| \| 10,9 \| Kami-Akutami (上芥見) \| 1911–2005 \| \| \| \| Tsubo-gawa \| \| \| \| 12,7 \| Shirokane (白金) \| 1911–2005 \| \| \| 14,3 \| Oyana (小屋名) \| 1911–2005 \| \| \| 15,6 \| Akatsuchisaka (赤土坂) \| 1911–2005 \| \| \| 16,7 \| Shinden (新田) \| 1911–2005 \| \| \| 18,5 \| Shin-Seki (新関) \| 1911–2005 \| \| \| 18,8 \| Seki (関) \| 1999–2005 \| \| \| 20,7 \| Shimouchi (下有知) \| 1911–1999 \| \| \| 21,7 \| Jinkōji (神光寺) \| 1911–1999 \| \| \| 23,2 \| Matsumori (松森) \| 1911–1999 \| \| \| 24,5 \| Minomachi-ekimae \| Minomachi-ekimae \| \| \| \| (美濃町駅前) \| 1923–1960 \| \| \| 24,8 \| Mino (美濃) \| 1911–1999 \| |                           |                             |                             |
| U-Bahn-Strecke (außer Betrieb) | 0,0                       | links: Tetsumeichō (徹明町) | links: Tetsumeichō (徹明町) |
| ehemaliger U-Bahn-Turmbahnhof (Strecke geradeaus außer Betrieb) · U-Bahn-Bahnhof quer (Strecke außer Betrieb) · U-Bahn-Abzweig quer und von rechts (Strecke außer Betrieb) |                           | rechts: Yanagase (柳ヶ瀬)   | rechts: Yanagase (柳ヶ瀬)   |
| U-Bahn-Strecke (außer Betrieb) · U-Bahn-Strecke (außer Betrieb) |                           | ↔ Meitetsu Gifu-Stadtlinie  | ↔ Meitetsu Gifu-Stadtlinie  |
| U-Bahn-Strecke (außer Betrieb) · U-Bahn-Haltepunkt / Haltestelle (Strecke außer Betrieb) | 0,2*                      | Misonochō (美園町)          | Misonochō (美園町)          |
| U-Bahn-Strecke (außer Betrieb) · U-Bahn-Haltepunkt / Haltestelle (Strecke außer Betrieb) | 0,4*                      | Tonomachi (殿町)            | –1942                       |
| U-Bahn-Bahnhof (Strecke außer Betrieb) · U-Bahn-Strecke (außer Betrieb) | 0,5                       | Kanazonochō-yonchōme        | Kanazonochō-yonchōme        |
| U-Bahn-Strecke (außer Betrieb) · U-Bahn-Strecke (außer Betrieb) |                           | (金園町四丁目)              | 1950–2005                   |
| U-Bahn-Abzweig geradeaus und von links (Strecke außer Betrieb) · U-Bahn-Bahnhof quer (Strecke außer Betrieb) · U-Bahn-Strecke nach rechts (außer Betrieb) | 0,8*                      | Bairin                      | 1911–1950                   |
| U-Bahn-Bahnhof (Strecke außer Betrieb) | 0,9                       | Bairin (梅林)               | 1950–2005                   |
| U-Bahn-Haltepunkt / Haltestelle (Strecke außer Betrieb) | 1,4                       | Kanazonochō-kyūchōme        | Kanazonochō-kyūchōme        |
| |                           | (金園町九丁目)              | 1911–2005                   |
| U-Bahn-Bahnhof (Strecke außer Betrieb) | 1,9                       | Keirinjō-mae 競輪場前       | Keirinjō-mae 競輪場前       |
| U-Bahn-Bahnhof quer (Strecke außer Betrieb) · U-Bahn-Abzweig geradeaus und von rechts (Strecke außer Betrieb) |                           | Meitetsu Tagami-Linie       | 1970–2005                   |
| U-Bahn-Haltepunkt / Haltestelle (Strecke außer Betrieb) | 2,2                       | Iwato-mae (岩戸前)          | 1911–1938                   |
| U-Bahn-Haltepunkt / Haltestelle (Strecke außer Betrieb) | 3,0                       | Kita-Ishiki (北一色)        | 1911–2005                   |
| Bahnhof (Strecke außer Betrieb) | 4,0                       | Noishiki (野一色)           | 1911–2005                   |
| Haltepunkt / Haltestelle (Strecke außer Betrieb) | 4,8                       | Kotozuka (琴塚)             | 1911–2005                   |
| Bahnhof (Strecke außer Betrieb) | 5,8                       | Hinobashi (日野橋)          | 1911–2005                   |
| Haltepunkt / Haltestelle (Strecke außer Betrieb) | 6,9                       | Iwatazaka (岩田坂)          | 1911–2005                   |
| Haltepunkt / Haltestelle (Strecke außer Betrieb) | 8,1                       | Iwata (岩田)                | 1911–2005                   |
| Bahnhof (Strecke außer Betrieb) | 9,3                       | Shimo-Akutami (下芥見)      | 1911–2005                   |
| U-Bahn-Haltepunkt / Haltestelle (Strecke außer Betrieb) | 10,9                      | Kami-Akutami (上芥見)       | 1911–2005                   |
| Brücke über Wasserlauf (Strecke außer Betrieb) |                           | Tsubo-gawa                  | Tsubo-gawa                  |
| Bahnhof (Strecke außer Betrieb) | 12,7                      | Shirokane (白金)            | 1911–2005                   |
| Haltepunkt / Haltestelle (Strecke außer Betrieb) | 14,3                      | Oyana (小屋名)              | 1911–2005                   |
| Bahnhof (Strecke außer Betrieb) | 15,6                      | Akatsuchisaka (赤土坂)      | 1911–2005                   |
| Haltepunkt / Haltestelle (Strecke außer Betrieb) | 16,7                      | Shinden (新田)              | 1911–2005                   |
| Bahnhof (Strecke außer Betrieb) | 18,5                      | Shin-Seki (新関)            | 1911–2005                   |
| U-Bahn-Kopfbahnhof Streckenanfang und quer (Strecke außer Betrieb) · U-Bahn-Abzweig geradeaus und nach rechts (Strecke außer Betrieb) | 18,8                      | Seki (関)                   | 1999–2005                   |
| U-Bahn-Haltepunkt / Haltestelle (Strecke außer Betrieb) | 20,7                      | Shimouchi (下有知)          | 1911–1999                   |
| Bahnhof (Strecke außer Betrieb) | 21,7                      | Jinkōji (神光寺)            | 1911–1999                   |
| Haltepunkt / Haltestelle (Strecke außer Betrieb) | 23,2                      | Matsumori (松森)            | 1911–1999                   |
| Haltepunkt / Haltestelle (Strecke außer Betrieb) | 24,5                      | Minomachi-ekimae            | Minomachi-ekimae            |
| Strecke (außer Betrieb) |                           | (美濃町駅前)                | 1923–1960                   |
| Kopfbahnhof Streckenende (Strecke außer Betrieb) | 24,8                      | Mino (美濃)                 | 1911–1999                   |

Die Meitetsu Minomachi-Linie (jap. 名鉄美濃町線, Meitetsu Minomachi-sen) war eine Überlandstraßenbahn in Japan. In der Präfektur Gifu verband sie die Städte Gifu, Seki und Mino miteinander. Sie war von 1911 bis 2005 in Betrieb und gehörte der Bahngesellschaft Meitetsu (Nagoya Tetsudō).

## Streckenbeschreibung
Die in Kapspur (1067 mm) verlegte Strecke war 24,8 km lang und mit 600 V Gleichspannung elektrifiziert. Ihr westlicher Ausgangspunkt war die Haltestelle Tetsumeichō im Stadtzentrum von Gifu, wo sie an das Netz der Straßenbahn Gifu angeschlossen war. Die Strecke folgte in östlicher Richtung den Nationalstraßen 156 und 248. Bis zur Haltestelle Bairin war sie zweigleisig ausgebaut, danach weitestgehend eingleisig (abgesehen von einigen Ausweichen). Bei Keirinjō-mae (unweit der Radrennbahn) zweigte die Meitetsu Tagami-Linie ab, die eine Verbindung zur Meitetsu Kakamigahara-Linie herstellte. Im innenstädtischen Bereich bis zur Haltestelle Kita-Ishiki war die Minomachi-Linie straßenbündig, anschließend verlief sie in Seitenlage neben der Straße; Ausnahme waren der Bereich um Kami-Akutami und die Ortsdurchfahrt von Seki. Die Strecke endete in einem Kopfbahnhof im Zentrum der Stadt Mino.

## Bilder

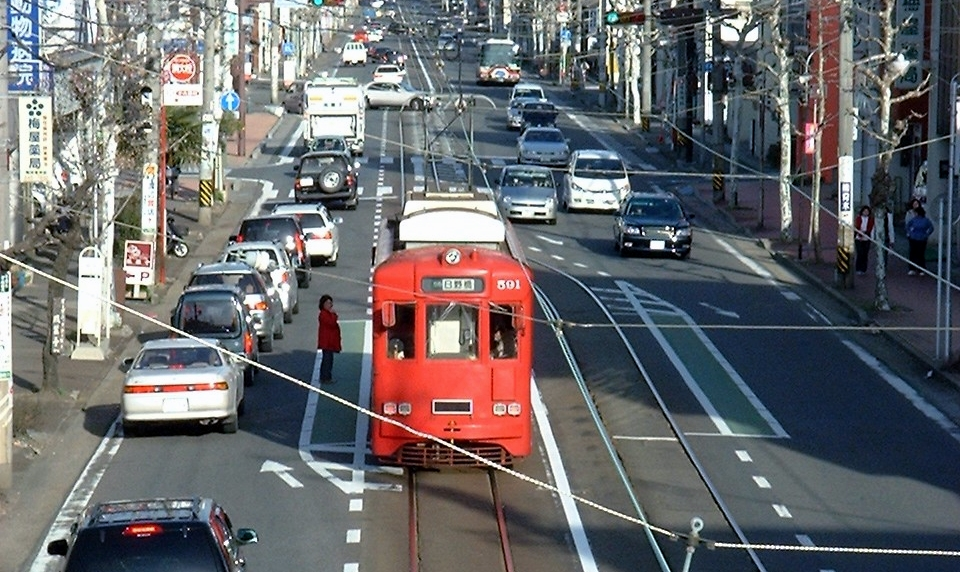
Haltestelle Bairin
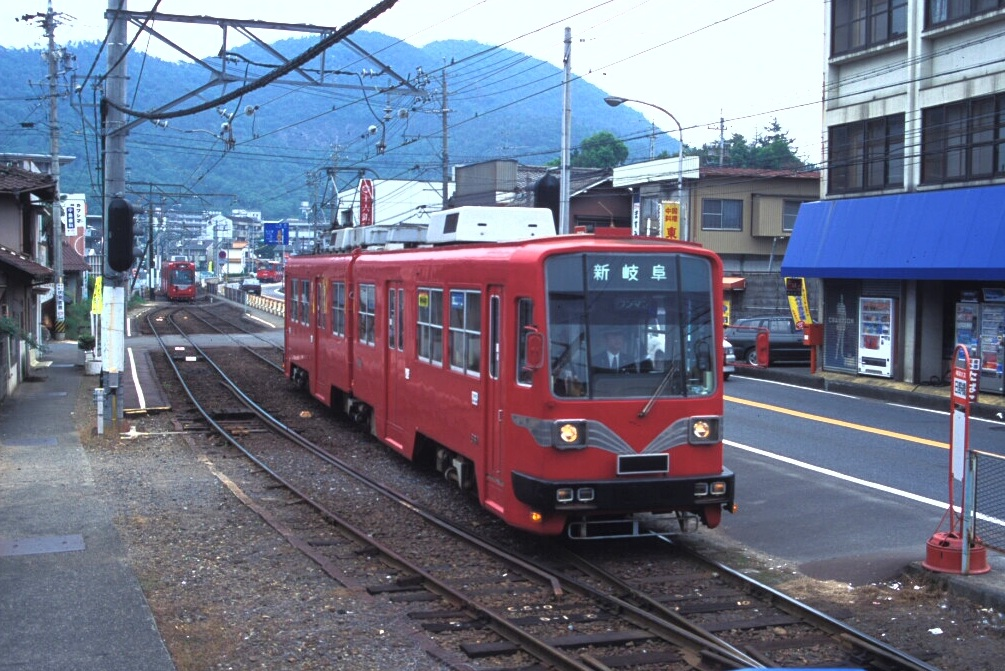
Triebwagen der Baureihe Mo 880 in Hinobashi (2003)
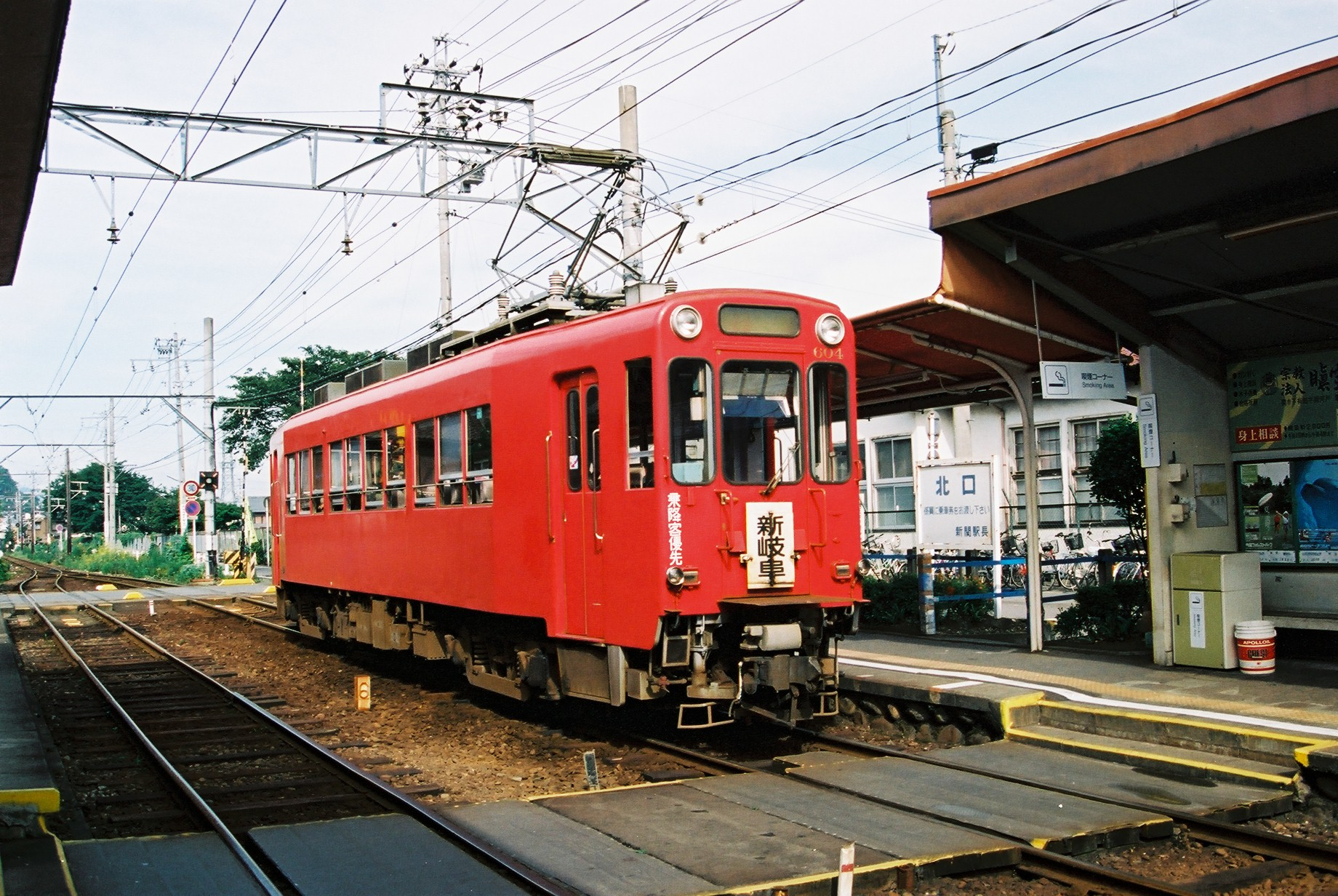
Triebwagen der Baureihe Mo 600 in Shin-Seki (1995)
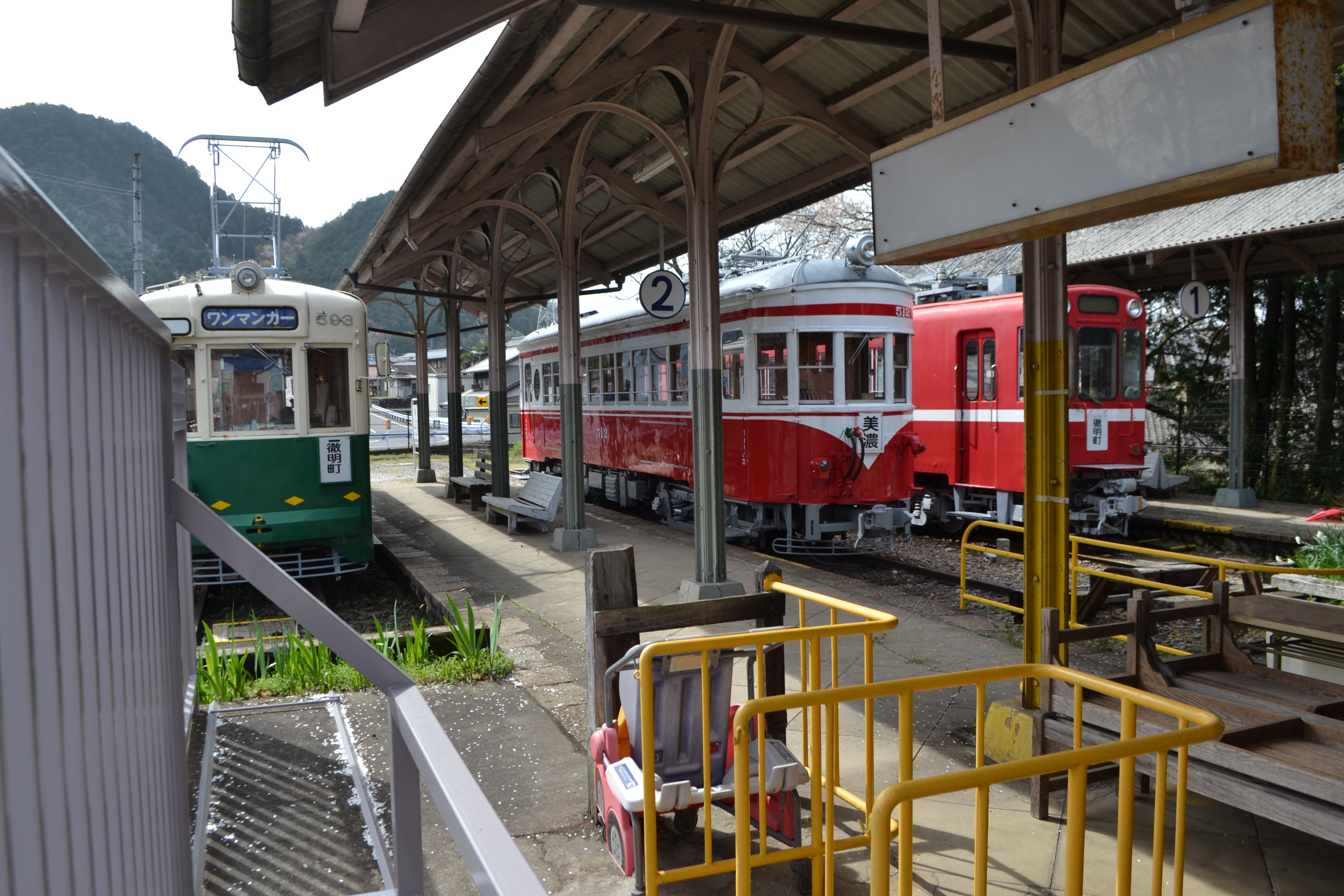
Erhalten gebliebene Fahrzeuge im Bahnhof Mino

## Geschichte

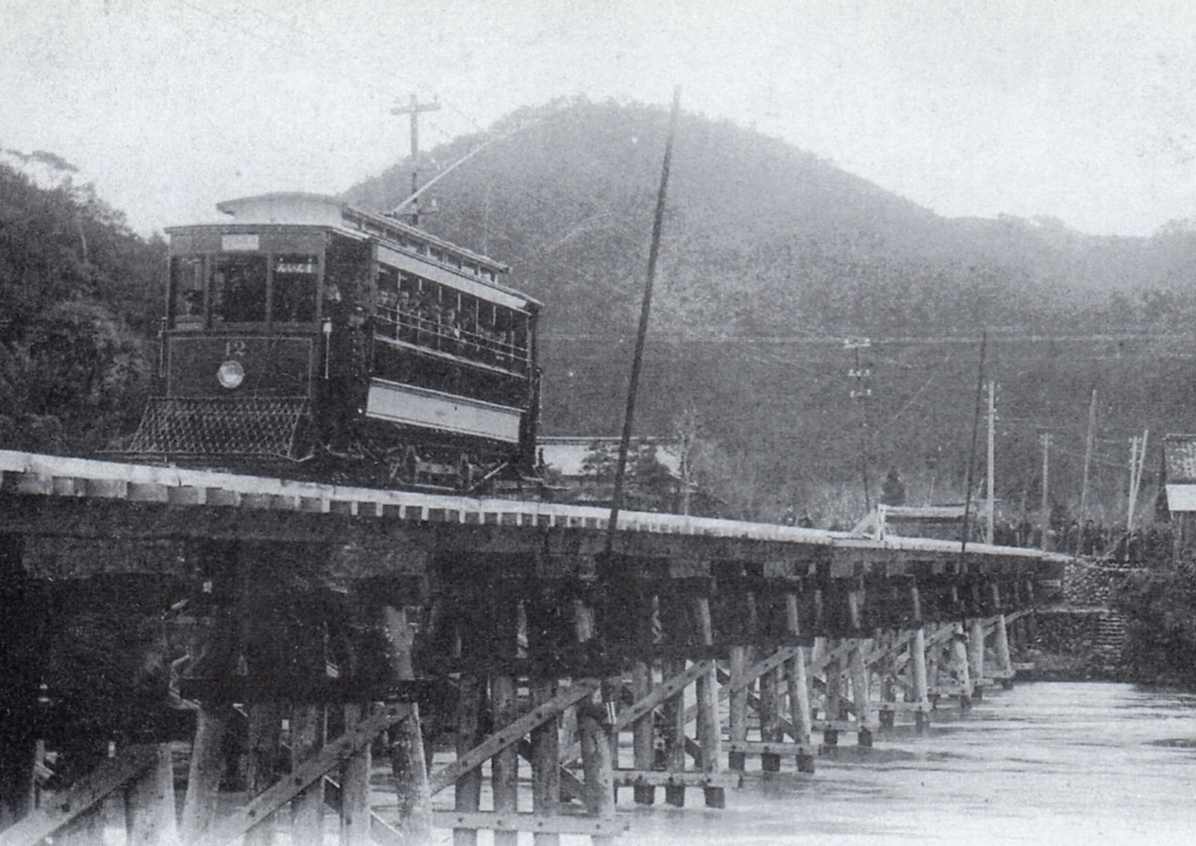
Die Tsubo-Brücke im Jahr 1911

Die im Jahr 1909 gegründete Bahngesellschaft Mino Denki Kidō eröffnete am 11. Februar 1911 nicht nur den ersten Abschnitt der Straßenbahn Gifu, sondern auch die daran anschließende Minomachi-Linie auf ihrer gesamten Länge zwischen der Haltestelle Kandamachi (später Yanagase) und dem Endbahnhof Mino. Am 1. Oktober 1923 nahm sie zwischen Matsumori und Mino eine Streckenverlegung vor. 1930 fusionierte die Mino Denki Kidō mit der Nagoya Tetsudō zur Meigi Tetsudō, die ihrerseits 1935 in der Meitetsu aufging. Die neue Besitzerin verlegte am 1. April 1950 die Endstation in der Innenstadt von Gifu. Zuvor war sie in Yanagase gewesen, danach hatten die Züge nach Mino ihren Ausgangspunkt in Tetsumeichō. Diese Maßnahme erforderte eine neue Streckenführung durch eine parallel verlaufende Straße bis zur Haltestelle Bairin. Der neu erbaute Abschnitt Tetsumeichō–Bairin war zunächst eingleisig und erhielt am 12. April 1953 ein zweites Gleis.
Zur Entlastung des Innenstadtbereichs eröffnete die Meitetsu am 25. Juni 1970 die Meitetsu Tagami-Linie. Sie zweigte an der Haltestelle Keirinjō-mae ab und führte zum Bahnhof Tagami an der Meitetsu Kakamigahara-Linie, von wo aus die Züge weiter zum Kopfbahnhof Shin-Gifu (heute Meitetsu Gifu) verkehrten. Aufgrund der unterschiedlichen Oberleitungsspannung (1500 V) kamen neue Mehrsystemfahrzeuge zum Einsatz. Von 1970 bis 1975 verkehrten zwischen Shin-Gifu und Mino auch Eilzüge. Ein großer Nachteil der Überlandstraßenbahn war allerdings ihre geringe Geschwindigkeit; hinzu kamen die Effekte der Massenmotorisierung und die zunehmende Konkurrenz durch parallel verkehrende Busse. Besonders deutlich war der Fahrgastrückgang ab 1974 spürbar, als die Städte Seki und Mino nicht mehr zum Schulbezirk Gifu gehörten und der Schülerverkehr deshalb größtenteils wegfiel.
Am 1. April 1999 legte die Meitetsu den Abschnitt zwischen Shin-Seki und Mino still, nahm aber auch einen kurzen Abschnitt zum Bahnhof Seki in Betrieb, der Anschlüsse an die Etsumi-nan-Linie ermöglichte. Ebenso ging die Meitetsu 2001 eine Kooperation mit dem rivalisierenden Unternehmen Gifu Bus ein. Außerdem wurde am 25. Dezember desselben Jahres der Einmannbetrieb eingeführt. Die Fahrgastzahlen sanken weiter und im März 2004 gab die Meitetsu ihre Absicht bekannt, alle verbliebenen Strecken in der Präfektur Gifu mit einer Oberleitungsspannung von 600 V aufzugeben. Am Abend des 31. März 2005 fand die Abschiedsfahrt statt. Allerdings war die Strecke zwischen Hinobashi und Iwatazaka wegen eines Steins, der auf dem Gleis lag, vorübergehend unterbrochen. Es dauerte auch einige Zeit, bis die vielen Fahrgäste alle abgefertigt waren, so dass der letzte Zug am 1. April kurz nach 0:40 Uhr in Shin-Seki ankam.
Sämtliche Gleise wurden ab 2006 schrittweise entfernt. Weitgehend im Originalzustand erhalten geblieben ist der Endbahnhof in Mino; dort werden drei Straßenbahnwagen dauerhaft der Öffentlichkeit präsentiert.

## Liste der Haltestellen

Streckenkarte

| Name                                | km   | Anschlusslinien | Lage   | Ort  |
| ----------------------------------- | ---- | --------------- | ------ | ---- |
| Tetsumeichō (徹明町)                | 00,0 |                 | Koord. | Gifu |
| Kanazonochō-yonchōme (金園町四丁目) | 00,5 |                 | Koord. | Gifu |
| Bairin (梅林)                       | 00,9 |                 | Koord. | Gifu |
| Kanazonochō-kyūchōme (金園町九丁目) | 01,4 |                 | Koord. | Gifu |
| Keirinjō-mae (競輪場前)             | 01,9 |                 | Koord. | Gifu |
| Kita-Ishiki (北一色)                | 03,0 |                 | Koord. | Gifu |
| Noishiki (野一色)                   | 04,1 |                 | Koord. | Gifu |
| Kotozuka (琴塚)                     | 04,8 |                 | Koord. | Gifu |
| Hinobashi (日野橋)                  | 05,8 |                 | Koord. | Gifu |
| Iwatazaka (岩田坂)                  | 06,9 |                 | Koord. | Gifu |
| Iwata (岩田)                        | 08,1 |                 | Koord. | Gifu |
| Shimo-Akutami (下芥見)              | 09,3 |                 | Koord. | Gifu |
| Kami-Akutami (上芥見)               | 10,9 |                 | Koord. | Gifu |
| Shirokane (白金)                    | 12,7 |                 | Koord. | Seki |
| Oyana (小屋名)                      | 14,8 |                 | Koord. | Seki |
| Akatsuchisaka (赤土坂)              | 15,6 |                 | Koord. | Seki |
| Shinden (新田)                      | 16,7 |                 | Koord. | Seki |
| Shin-Seki (新関)                    | 18,5 |                 | Koord. | Seki |
| Seki (関)                           | 18,8 |                 | Koord. | Seki |
| Shimouchi (下有知)                  | 20,7 |                 | Koord. | Seki |
| Jinkōji (神光寺)                    | 21,7 |                 | Koord. | Seki |
| Matsumori (松森)                    | 23,2 |                 | Koord. | Mino |
| Minomachi-ekimae (美濃町駅前)       | 24,5 |                 | Koord. | Mino |
| Mino (美濃)                         | 24,8 |                 | Koord. | Mino |